# Mizuki Noguchi
Mizuki Noguchi (野口みずき), née le 3 juillet 1978 à Kanagawa, est une athlète japonaise, pratiquant le marathon.

## Biographie
Le 25 septembre 2005, elle remporte le marathon de Berlin en 2 h 19 min 12 s, ce qui constitue alors le 3e temps de l'histoire.

## Palmarès

### Jeux olympiques
- Jeux olympiques de 2004 à Athènes
  -  Médaille d'or

### Championnats du monde d'athlétisme
- Championnats du monde 2003 à Paris - Saint-Denis
  -  Médaille d'argent

### Championnats du monde de semi-marathon
- Médaille d'argent en 1999 à Palerme

### Marathon internationaux
- Vainqueur du Marathon de Berlin 2005
- Vainqueur du Marathon d'Osaka 2003